# Marguerite Lehr

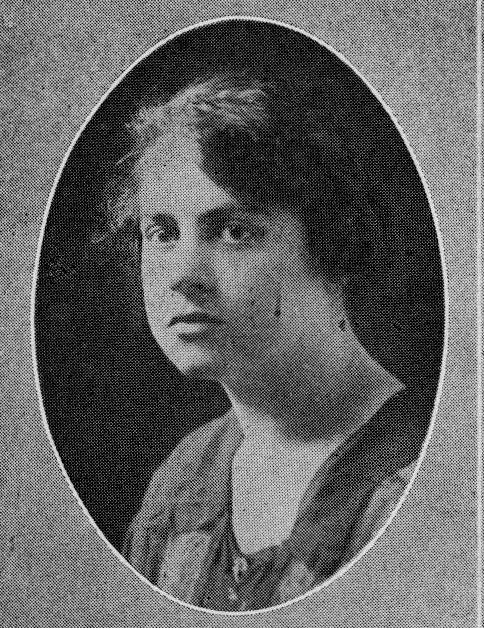
Marguerite Lehr, 1920

 Marguerite Lehr (* 22. Oktober 1898 in Baltimore; † 14. Dezember  1987) war eine US-amerikanische Mathematikerin und Hochschullehrerin.

## Leben und Werk
Lehr wurde als ältestes von fünf Kindern eines Lebensmittelhändlers geboren. Sie besuchte das Goucher College, wo sie sich auf Mathematik spezialisierte und Unterricht bei Clara Latimer Bacon nahm. 1919 erhielt sie den Bachelor of Arts und studierte am Bryn Mawr College als letzte Doktorandin bei Charlotte Angas Scott. Da diese zu dem Zeitpunkt bereits taub war, beantwortete sie als ihre Assistentin Fragen in Scotts Klassen und hielt Bürozeiten für sie ab. 1925 promovierte sie mit der Dissertation „The Plane Quintic with Five Cusps“, die 1927 im American Journal of Mathematics veröffentlicht wurde. 1920 hatte sie das „Präsident M. Carey Thomas European Fellowship“-Stipendium von Bryn Mawr erhalten und es jedoch bis 1923 aufgeschoben, als sie in Verbindung mit einem AAUW European Fellowship das akademische Jahr 1923–1924 an der Universität Rom verbrachte. Während ihres Aufenthalts in Rom wurde sie zum Mathematiklehrer am Bryn Mawr College ernannt, eine Position, die sie nach ihrer Rückkehr im Jahr 1924 annahm. Sie blieb für den Rest ihres Berufslebens bei Bryn Mawr und wurde 1929 Associate, 1935 Assistenzprofessorin, 1937 außerordentliche Professorin und 1955 Professorin für Mathematik.
Sie arbeitete zusätzlich von 1931 bis 1932 an der Johns Hopkins University, von 1949 bis 1950 am Institut Henri Poincaré in Paris und von 1956 bis 1957 an der Princeton University. Während des Zweiten Weltkriegs unterrichtete sie Mathematik im Kriegstrainingsprogramm des US-Informationsbüros in Bryn Mawr und im Rahmen des V-12-Programms während des Krieges ein Sommersemester am Swarthmore College. Ihr Hauptinteresse nach 1945 galt der Wahrscheinlichkeitstheorie und ihren Anwendungen sowie dem Mathematikunterricht, insbesondere der Nutzung des Fernsehens für den Mathematikunterricht. Von Oktober 1953 bis Januar 1954 führte sie eine äußerst erfolgreiche Reihe von Fernsehkursen in einem Fernsehprogramm in Philadelphia mit dem Titel „University of the Air“ durch. 1957 engagierte die National Broadcasting Company sie als Beraterin für eine Fernsehserie über Mathematik mit Gästen wie Emil Artin, Harold Scott MacDonald Coxeter, Saunders MacLean, William Feller, Richard Courant und vielen anderen herausragenden Mathematikern und Lehrern. Nach ihrer Pensionierung erhielt sie den Christine R. und Mary F. Lindback Award. Sie war Mitglied der American Mathematical Society, der Mathematical Association of America, des Institute of Mathematical Statistics, der International Biometric Society, des Preiskomitees der International Federation of University Women und der Woodrow Wilson National Fellowship Foundation.

## Auszeichnung
- Fellow of the American Association for the Advancement of Science